# 海老原由佳
海老原 由佳（えびはら ゆか、1972年6月9日 - ）は、日本のラジオパーソナリティー、タレント、ナレーター、通訳者、翻訳家。一般社団法人セルフ・コンパッション・サークル代表理事。マインドフル・セルフ・コンパッション講師 (MSC™ Certified Teacher)。上智大学比較文化学部卒（比較文学専攻）。東京大学大学院人文社会系研究科修士課程修了（社会心理学修士）。東京都出身。

## 来歴・人物
東京生まれ、東京育ち。ドイツ人の父と日本人の母を持つ。高校時代をオーストラリアで過ごした後、上智大学に入学。英語劇サークルSMPにて芝居やミュージカルに没頭するアングラ学生時代を過ごす傍ら、通訳・翻訳､ラジオパーソナリティーとして活動を開始。
1995年よりFMラジオ J-WAVEナビゲーター、テレビ朝日キャスター、NHK番組ナレーション、雑誌コラム執筆、通訳・翻訳など多方面で活動したのち、2000年3月でメディアの仕事を一時引退。東京大学大学院へ進学し、社会心理学を専攻する。
2002年11月、民放局勤務の夫の海外赴任に帯同し、タイ・バンコクへ。現地で息子二人を出産し、異文化環境での子育てに専念する。
2007年に帰国し、NHK番組「パパサウルス」ナレーターとして復帰。その後、同じくNHK「週刊たまご」や「トップランナー」のナレーションを務めた。
2011年の震災後は、国際NGOセーブ・ザ・チルドレン・ジャパンの東日本大震災復興支援プロジェクト「子どもの保護」プログラムを担当し、被災地で暮らす子どもたちを支援。
2015年、子どもたちの英語習得のため、息子二人を連れてニュージーランドへ移住。オークランドの私立高校で、主にアジア圏からの留学生サポートに携わる。
2017年、夫の中国転勤に合流し、北京へ転居。北京外国語大学継続学院講師として上級日本語教育に従事する。
2018年にマインドフルネスに出逢い、おもにメッタ瞑想を中心としたセルフ・コンパッションのプラクティスを実践。Dr. Kristin NeffおよびDr. Christopher Germerの開発したマインドフル・セルフ・コンパッション(Mindful Self-Compassion; MSC™)に感銘を受け、2020年に渡米し講師養成トレーニングに参加。MSC講師となる。
2019年7月より東京在住。2022年12月に一般社団法人セルフ・コンパッション・サークルを立ち上げ、代表理事に就任。生きづらさを抱える女性たちを中心にセルフ・コンパッションを伝えているほか、大学生や中高生、学校教員、医療従事者に向けたワークショップなども行っている。
2022年、マインドフルネス指導者に向けた指南書「トラウマセンシティブ・マインドフルネス(D. Treleaven著)」を翻訳。トラウマを抱える人にマインドフルネスを伝える際の留意点およびトラウマを社会的観点から捉える必要性について訴えた本書のわかりやすい訳文が評価される。
政治や社会問題への関心も高く、若手女性へのトレーニングを行なう一般社団法人パリテ・アカデミーにトレーナーとして関わるほか、女性候補者の選挙活動を積極的に支援。ジェンダー平等な政治や、人権が守られる世界の実現を目指して活発な政治参加を行っている。

## 出演
テレビ番組
- ビートたけしのTVタックル（テレビ朝日、ナビゲーター）
- CNNヘッドライン（テレビ朝日、キャスター）
- 週刊たまご（NHK)
- トップランナー（NHK、ナレーター)
- パパサウルス（NHK、ナレーター)
- ちょこっとサイエンス（NHK、ナレーター)

ラジオ番組
- OPTUNE Midnight Faces（J-WAVE、ナビゲーター）
- TOYOTA Sunday Morning Jam （J-WAVE、ナビゲーター）
- BOOM TOWN（J-WAVE、ナビゲーター）

その他
- 雑誌 Hanako「海老原由佳のTokyoチェキラ」（マガジンハウス、コラム執筆）